# 阿尔忒弥斯·库珀
阿尔忒弥斯·库珀，畢沃爾爵士夫人（英語：Artemis Cooper, Lady Beevor，1953年4月22日—）是一位英国历史学家、作家，特别是传记作家。她出版过多部历史人物传记，第一部作品就是她祖母黛安娜·曼納斯的传记，2017年当选皇家文學學會会士。

## 个人生活
她的父亲是约翰·朱利叶斯·诺威奇，丈夫是安東尼·畢沃爾。